# Come Sail Away
«Come Sail Away» es una canción interpretada por la banda estadounidense de rock progresivo Styx. Escrita y cantada por el vocalista principal y miembro fundador de la banda Dennis DeYoung, fue publicada como la canción de cierre del lado A del álbum The Grand Illusion (1977). Tras su lanzamiento como sencillo principal del álbum, «Come Sail Away» alcanzó el puesto #8 en enero de 1978 en el Billboard Hot 100 y ayudó a The Grand Illusion a lograr ventas multiplatino en 1978.

## Recepción de la crítica
En AllMusic, Denise Sullivan declaró: “Pesada en las armonías vocales y el cambio contundente de la dinámica de la luz a la oscuridad, «Come Sail Away» cae en la bolsa de power ballads – sus suaves tensiones de apertura dan paso a un ataque completo de batería y guitarra, con riffs pesados”. El sitio web I Love Classic Rock llamó a la canción un “momento destacable” del álbum y añadió: “Con una gran mezcla de sutileza y ataques repentinos, como la forma en que las partes limpias del piano se inmiscuyen en guitarras distorsionadas pero de una manera civilizada”. También elogiaron los sintetizadores en la canción, detallando como “realzan la sensación de misterio a un nivel completamente nuevo”.
«Come Sail Away» también ha sido nombrada entre las mejores canciones de Styx en varias listas. Sterling Whitaker de Ultimate Classic Rock la colocó en el puesto #2 en la lista de las 10 canciones de Styx. En Louder Sound, Malcolm Dome la nombró la séptima mejor canción de la banda, escribiendo: “[la canción] es una de las mejores power ballads de todos los tiempos, a medida que un piano conmovedor y la voz de DeYoung se acurrucan contra una formidable caída de guitarra”.

## Créditos y personal
Créditos adaptados desde las notas de álbum.
Styx
- Dennis DeYoung – voz principal, piano, sintetizador
- Tommy Shaw – guitarra líder, coros
- James Young – guitarra rítmica, sintetizador, coros
- Chuck Panozzo – bajo eléctrico
- John Panozzo – batería

Personal técnico
- Styx – productor
- Barry Mraz – productor asistente, ingeniero de audio
- Rob Kingsland – ingeniero de audio
- Mike Reese – masterización

## Posicionamiento
| Gráfica (1977–78)                  | Pico de posición |
| ---------------------------------- | ---------------- |
| Canadá (RPM Top Singles)           | 9                |
| Estados Unidos (Billboard Hot 100) | 8                |